# Aanslag op schoolbus te Avivim op 22 mei 1970
Op 22 mei 1970 vond een aanslag plaats op een schoolbus in het noorden van Israël nabij Avivim. Hierbij vielen 12 doden, onder wie 9 kinderen in de leeftijd van 7 tot 14 jaar. De bus was op weg naar school, maar werd in de buurt van de grens met Libanon beschoten met granaten door leden van het PFLP-GC (Volksfront voor de Bevrijding van Palestina - Algemeen Commando), een afsplitsing van het PFLP (Volksfront voor de Bevrijding van Palestina). De doden zijn begraven op een afgescheiden deel van een begraafplaats in Safed.